# Polichno (Piotrków)
Pour les articles homonymes, voir Polichno.
Polichno (prononciation [pɔˈlixnɔ]) est un village de la gmina de Wolbórz, du powiat de Piotrków, dans la voïvodie de Łódź, situé dans le centre de la Pologne.
Il se situe à environ 6 kilomètres au sud de Wolbórz (siège de la gmina), 11 kilomètres au nord-est de Piotrków Trybunalski (siège du powiat) et 45 kilomètres au sud-est de Łódź (capitale de la voïvodie).
Sa population s'élevait à 444 habitants en 2007.

## Administration
De 1975 à 1998, le village était attaché administrativement à l'ancienne voïvodie de Piotrków.

Depuis 1999, il fait partie de la nouvelle voïvodie de Łódź.

## Galerie

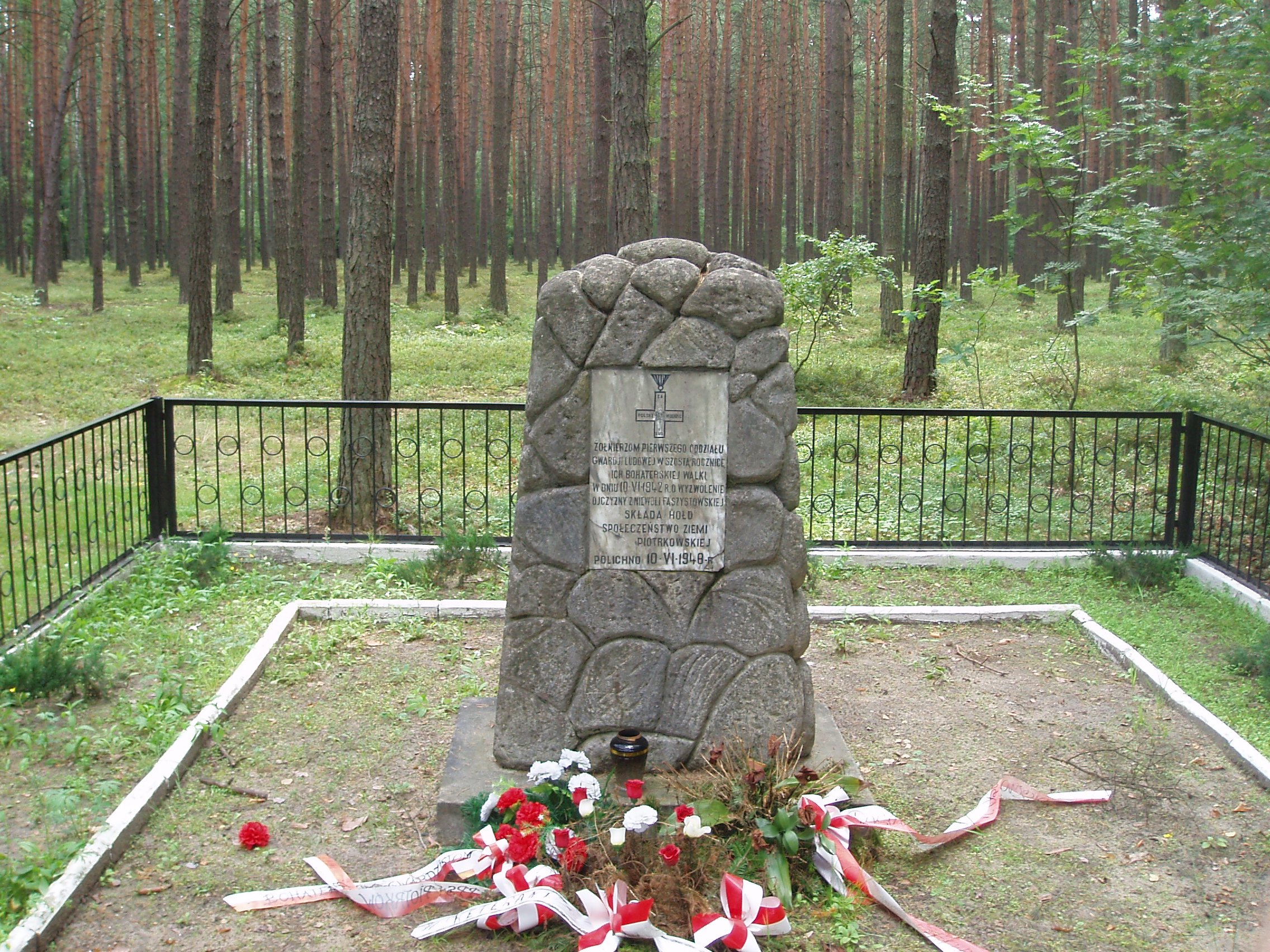
Monument érigé à la mémoire des soldats de la Première Branche de la Garde Populaire
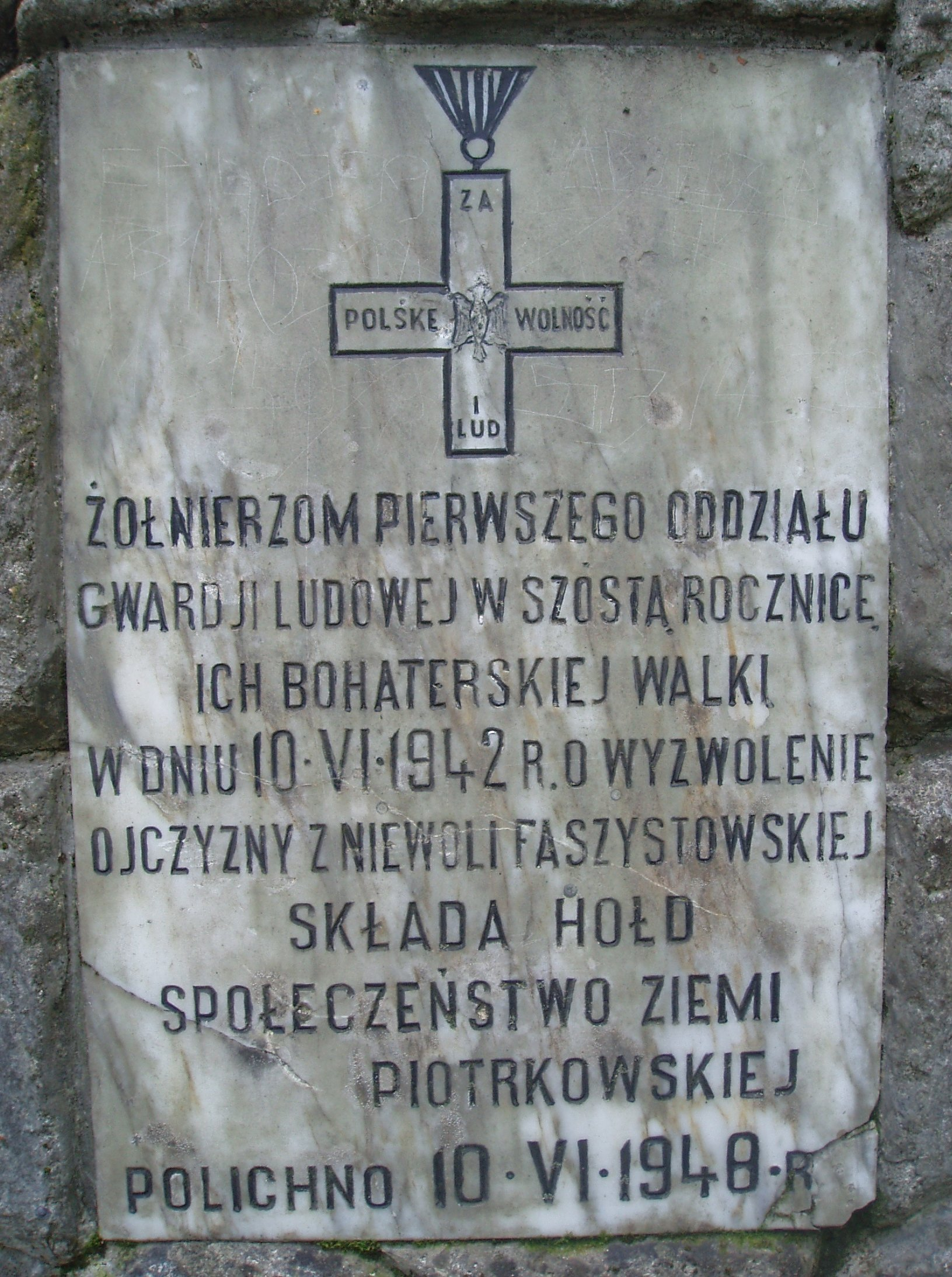
Détail de la plaque sur le monument